# Нематода цистоутворююча капустяна
Нематода цистоутворююча капустяна (Heterodera cruciferae) — вид паразитичних нематод родини Гетеродерові (Heteroderidae) ряду Тиленхіди (Tylenchida). Нематода паразитує на листі рослин родини Капустяні (Brassicaceae), утворює лимонноподібні цисти, у яких живуть самиці або личинки. Самиця кулястої форми, у середині неї розвивються яйця, яких може бути до 200 штук. Поширена нематода капустяна у зонах вирощування капусти: в Європі, США та Австралії.